# Estela maya

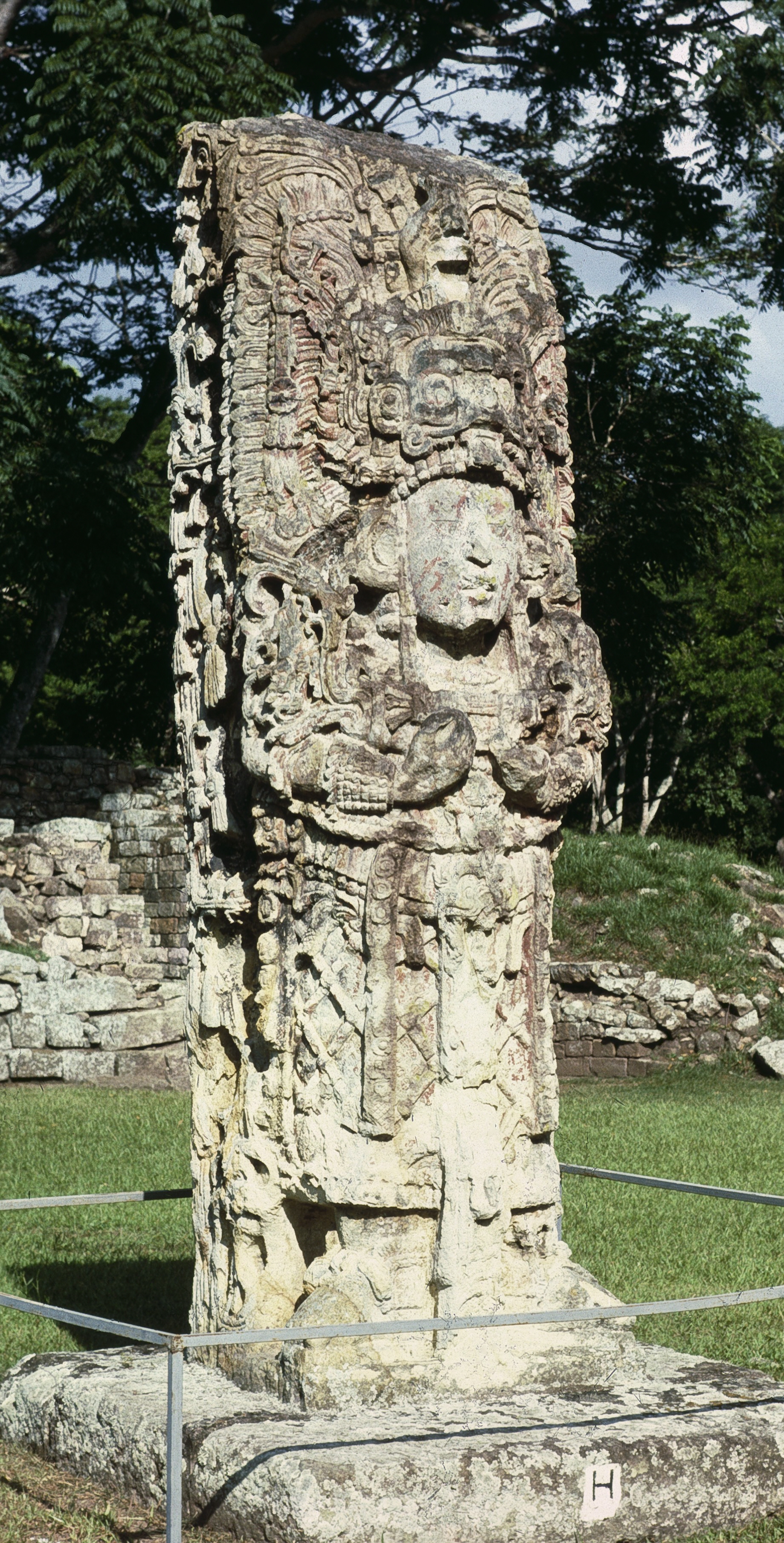
La Estela H de Copán en Honduras.

La estela maya es una clase de monumento de la cultura maya de la Mesoamérica antigua. Consistía de una piedra alta tallada y frecuentemente se asociaban con piedras bajas de forma circular que ahora llaman altares. La elaboración de estos monumentos se difundió por toda la región maya durante el período clásico (250 – 900 d. C.), y se considera que estos pares de estela con altar son un sello característico de la civilización maya de ese período. La tradición escultural que engendró la estela emergió de una forma ya completamente desarrollada y es probable que tuviera antecedentes tallados de madera. La estela más antigua que fue encontrada en su lugar original en las tierras bajas mayas, fue excavada en la gran ciudad de Tikal en Guatemala. Durante el período clásico casi cada reino maya en las tierras bajas del sur erigía estelas en su centro ceremonial.
La estela llegó a ser asociada muy estrechamente con el concepto del rey divino y la fabricación de estos monumentos disminuyó juntamente con el declive de esta institución. La producción de estelas por los mayas tuvo su origen alrededor de 400 a. C. y seguía a lo largo del período clásico, hasta aproximadamente 900 d. C., aunque algunos monumentos se reutilizaban durante el período posclásico. La ciudad importante de Calakmul en México erigió la mayor cantidad de estelas de cualquier ciudad maya conocida, con un total de por lo menos 166, aunque tienen un estado muy malo de conservación.
Las estelas mayas muestran una amplia variación estilística. Muchas estelas son lajas verticales de piedra caliza esculpidas en uno o ambos de sus lados. Las estelas de algunos sitios muestran una apariencia más tridimensional en regiones donde la piedra local lo permite, tales como Copán y Toniná.

## Función
La función de la estela maya ocupaba un lugar central en la ideología de la monarquía maya desde los principios del período clásico hasta el final del período clásico terminal. Los textos con glifos en las estelas del sitio Piedras Negras del período clásico tenían un papel clave en el desciframiento de la escritura maya, con las estelas agrupadas alrededor de siete estructuras distintas y cada grupo aparentemente documentando la vida de un individuo, con la conmemoración de fechas importantes, tales como nacimientos, matrimonios y victorias militares. La epigrafista Tatiana Proskouriakoff reconoció que estas estelas documentaron las vidas de gobernantes y sus entornos y no detalles de sacerdotes y dioses como previamente se había teorizado.

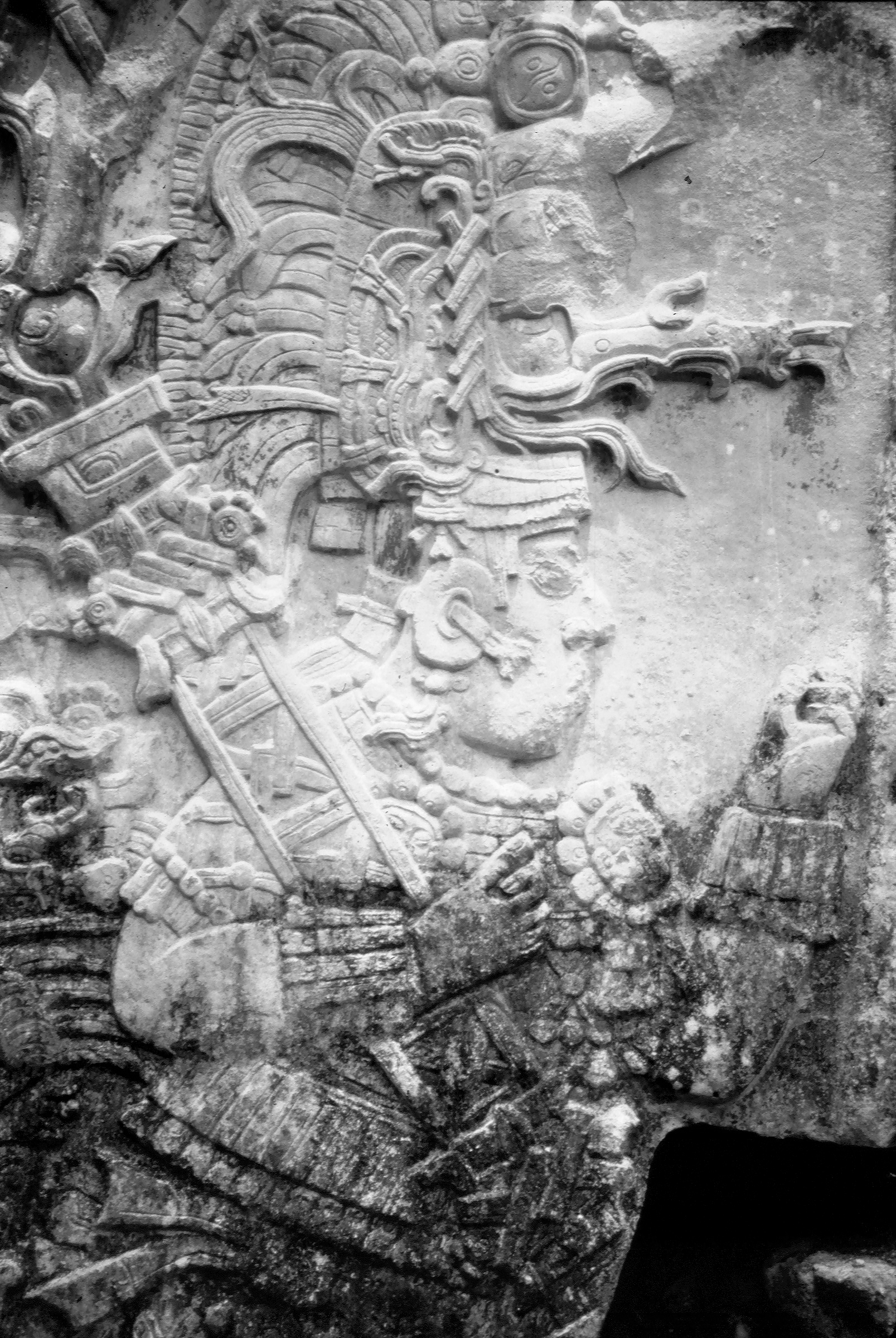
Detalle de una estela de Aguateca, posteriormente reutilizada en Dos Pilas

El epigrafista David Stuart, primero sugirió que los mayas veían a sus estelas como te tun, o árboles de piedra, aunque más tarde cambió su interpretación a lakamtun, que significa "estandarte de piedra", de lakam que significa "estandarte" en una variedad de idiomas mayas, y tun que significa "piedra". Este puede significar que las estelas eran una versión de los estandartes verticales que antes ocupaban lugares prominentes en los centros de las ciudades mayas, como se ve en grafitis antiguos mayas. El nombre de los mayas modernos lacandones es probablemente una corrupción colonial de la misma palabra.
En muchos casos colocaron las estelas mayas para impresionar a la gente, formando líneas u otros arreglos dentro del centro ceremonial de la ciudad. Ciudades mayas con una larga historia de escultura de piedra que se extendía hacia el período clásico temprano preferían parear sus estelas con un altar circular que tal vez representaba el tronco de un árbol talado que posiblemente utilizaban sacrificio humano, ya que mucha iconografía de sacrificio aparece en estos monumentos. Una interpretación diferente de estos "altares" es que en realidad eran tronos que los gobernantes usaban durante eventos ceremoniales. Los arqueólogos creen que también servían de pedestales rituales para incensarios, fuegos ceremoniales y otras ofrendas.
El propósito central de una estela era glorificar el rey. Muchas estelas representaban solamente al rey de la ciudad,y describen sus hechos con escritura glífica. Aun cuando el individuo representado no es el mismo rey, el texto o la escena normalmente relaciona el sujeto con el rey. La estela enseñaba la riqueza, prestigio y ascendencia del rey, declaraba abiertamente su poder e importancia ante la comunidad, le retrataba manejando los símbolos del poder militar y divino. Erigieron las estelas para conmemorar sucesos importantes, especialmente el final de un k'atun, un ciclo de veinte años del calendario maya, o para observar un cuarto o la mitad de un k'atun. La estela no solo marcaba un periodo de tiempo, encarnaba físicamente ese periodo de tiempo. Los textos jeroglíficos en las estelas narran como unas ceremonias caléndricas requerían que el rey ejecutaba bailes rituales y autosacrificio de sangre. En Tikal construían los complejos de pirámides gemelas para celebrar los fines de k'atun y representaban físicamente la cosmovisión maya. Estos complejos tenían pirámides en los extremos oeste y este que representaban el nacimiento y la muerte del sol. En el lado sur había un edificio con nueve puertas que representaba el inframundo. Un recinto amurallado se situaba en el lado norte, estaba abierto al cielo y representaba la región celestial. Dentro de este recinto celestial colocaban un complejo estela-altar, ya que el altar era un trono apropiado para un rey divino. La ciudad de Calakmul erigía estelas gemelas que llevaban imágenes del rey y su esposa, un costumbre poco usual dentro del área maya.
La iconografía de las estela se mantenía más o menos estable durante el período clásico, ya que la eficacia del mensaje político-religioso del monumento dependía de la interpretación fácil de su simbolismo. Sin embargo, a veces un cambio del clima sociopolítico producía un cambio de la iconografía. Las estelas eran la forma perfecta para la propaganda pública porque, a diferencia de la escultura arquitectural anterior, las individualizaban para un rey específico, las podían colocar en espacios públicos y eran portátiles y las podían recolocar en una ubicación nueva. Una característica importante de las estelas era que podían sobrevivir fases diferentes de construcción arquitectural, a diferencia de la escultura arquitectual misma. Las estelas tenían la capacidad de representar a un gobernante identificable llevando bienes de élite, junto con escritura jeroglífica, realizando actividades en servicio del reino. Llegaron a ser una de las maneras más efectivas de comunicar propaganda pública en las tierras bajas mayas. En el siglo siete en Copán, el rey Chan Imix K'awiil erigió una serie de siete estelas que demarcaron el límite del terreno más fértil del valle de Copán, un área de entre 25 kilómetros cuadrados (9,7 mi²) y 30 kilómetros cuadrados (11,6 mi²).Webster, 2002, pp. 164–165 No solamente demarcaron el límite, también delimitaron la geometría sagrada de la ciudad y referían a sitios importantes de los dioses en el centro ceremonial de Copán.

### Significado ritual
Los mayas investían las estelas con santidad y creían que las estelas poseían una esencia divina parecida a un alma que casi las hacía seres vivos. A unas estelas dieron nombres propios en los textos jeroglíficos y consideraban que eran participantes en los ritos que realizaban en su cercanía. En el período clásico estos ritos incluyeron el rito k'altun de atar, en que envolvían la estela en tiras de tela y las ataban. El rito k'altun era íntimamente relacionado con la ceremonia caléndrica de fin de k'atun. Un cráneo de pecarí depositado como ofrenda funeraria en Copán lleva un rito k'altun inscrito en él, mostrando una escena con dos nobles flanqueando un complejo estela-altar donde la estela está atada con una tela. El hecho de envolver o atar un objeto sagrado era de suma importancia en toda Mesoamérica, y así lo atestiguan entre los mayas hasta hoy en día. El significado preciso del hecho no se queda muy claro, puede ser que es para proteger el objeto atado o para contener su esencia sagrada. Puede ser que el acto de atar las estelas está relacionado con la costumbre moderna de los mayas k'iche's de envolver piedras pequeñas divinatorias en un bulto.
No consideraban que la estela fuera un retrato neutral, consideraban que el sujeto era dueño de la estela, sin importar si aquel sujeto era una persona o un dios. La Estela 3 de El Zapote en Guatemala es un monumento pequeño que data del período clásico temprano, la fachada de la estela lleva un retrato del dios de lluvia Yaxhal Chaak, "Chaak de Agua Clara". El texto jeroglífico de la estela relata como dedicaron la propia deidad Yaxhal Chaak, no solo su imagen en el monumento. Éste implica que la estela era la encarnación de la divinidad y este también era el caso con las estelas que llevaban retratos reales, que eran la encarnación sobrenatural del gobernante que representaban. La estela, junta con su altar, era la representación perpetua en piedra de la ceremonia real. David Stuart ha dicho que las estelas "no simplemente conmemoran los hechos pasados y las ceremonias reales sino que sirven para perpetuar el hecho ritual hacia la eternidad". Las estelas que llevaban retratos reales eran extensiones de la persona real y eran una afirmación poderosa de la autoridad política-religiosa. Las estelas que llevan imágenes de varias personas, por ejemplo de varios nobles realizando una ceremonia o de un rey con sus cautivos de guerra, probablemente eran excepciones de esta idea de la estela como encarnación sagrada del sujeto.
Cuando un nuevo rey sucedía, a veces enterraba respetuosamente las estelas anteriores y las substituía con estelas nuevas, o a veces quebraba las estelas anteriores. Cuando una ciudad maya sufría conquista por una ciudad rival, la ciudad victoriosa la saqueaba. Una de las señas arqueológicas más claras de tal conquista es la destrucción de las estelas de la ciudad derrotada; los vencedores quebraban las estelas y las botaban. Alrededor de 150 d. C., al final del período preclásico, esta suerte tocó a la ciudad importante de El Mirador, donde la mayoría de las estelas que los arqueólogos descubrieron estaban quebradas.

## Fabricación

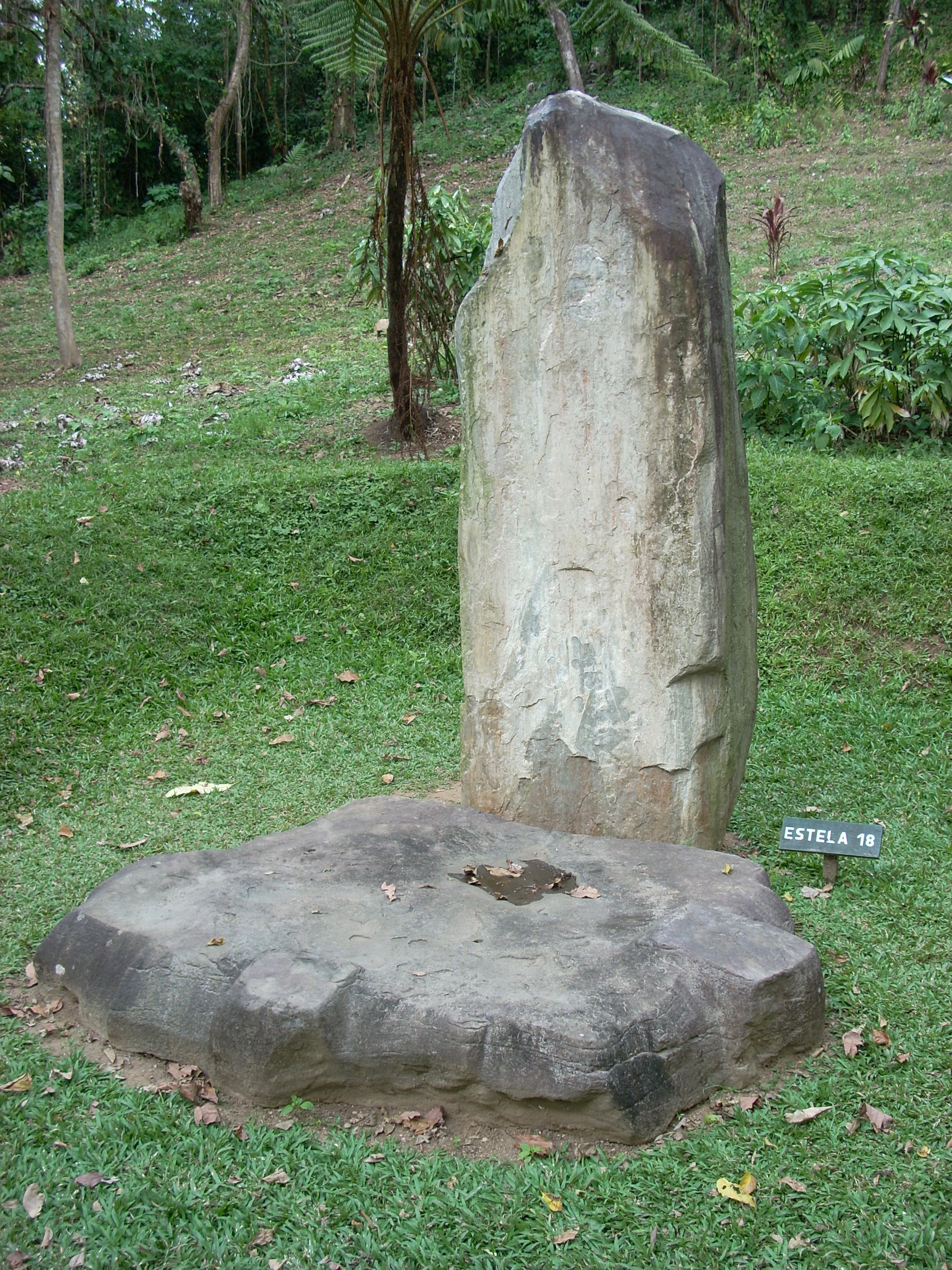
Un complejo típico estela-altar de Takalik Abaj, los dos monumentos son lisos

A veces artesanos reales tenían el cargo de esculpir las estelas; en unos casos los escultores eran hijos del rey. En otros casos es muy probable que obligaron a artesanos cautivos de ciudades derrotadas a hacer estelas para los vencedores, como evidenciado por el estilo escultural de una ciudad que aparece en los monumentos de su conquistador poco después de su derrota. Parece que ocurrió en el caso de Piedras Negras donde esculpieron la Estela 12, que representa a cautivos de la guerra en sumisión al rey victorioso, en el estilo de Pomoná, la ciudad derrotada. Los arqueólogos creen que también ocurrió en el caso de Quiriguá después de su victoria inesperada sobre su patrón, Copán.
| Nombre de sitio | Ubicación             | Monumento     | Imagen | Altura                  | Largo                  | Ancho                  |
| --------------- | --------------------- | ------------- | ------ | ----------------------- | ---------------------- | ---------------------- |
| Itzimté         | Villahermosa, México  | Estela 6      |        | 1,32 metros (4,3 pies)  | 0,82 metros (2,7 pies) | desconocido            |
| Ixkún           | Petén, Guatemala      | Estela 1      |        | 4,13 metros (13,5 pies) | 2 metros (6,6 pies)    | 0,39 metros (1,3 pies) |
| Ixkún           | Petén, Guatemala      | Estela 5      |        | 2,65 metros (8,7 pies)  | 1 metro (3,3 pies)     | 0,26 metros (0,9 pies) |
| Kaminaljuyú     | Guatemala, Guatemala  | Estela 11     |        | 1,98 metros (6,5 pies)  | 0,68 metros (2,2 pies) | 0,18 metros (0,6 pies) |
| Machaquilá      | Petén, Guatemala      | Estela 2      |        | 2,1 metros (6,9 pies)   | 1,2 metros (3,9 pies)  | desconocido            |
| Nakbé           | Petén, Guatemala      | Estela 1      |        | 1,63 metros (5,3 pies)  | 1,55 metros (5,1 pies) | 0,25 metros (0,8 pies) |
| Piedras Negras  | Petén, Guatemala      | Estela 12     |        | 3 metros (9,8 pies)     | 1 metro (3,3 pies)     | 0,42 metros (1,4 pies) |
| Quiriguá        | Izabal, Guatemala     | Estela E      |        | 10,6 metros (34,8 pies) | desconocido            | desconocido            |
| Takalik Abaj    | Retalhuleu, Guatemala | Estela 2      |        | 2,2 metros (7,2 pies)   | 1,43 metros (4,7 pies) | desconocido            |
| Takalik Abaj    | Retalhuleu, Guatemala | Estela 5      |        | 2,11 metros (6,9 pies)  | 1,22 metros (4 pies)   | 0,6 metros (2 pies)    |
| Tikal           | Petén, Guatemala      | Estela 9      |        | 2,1 metros (6,9 pies)   | desconocido            | desconocido            |
| Tikal           | Petén, Guatemala      | Estela 29     |        | 1,33 metros (4,4 pies)  | desconocido            | desconocido            |
| Toniná          | Chiapas, México       | Monumento 101 |        | 1,04 metros (3,4 pies)  | 0,31 metros (1 pies)   | 0,2 metros (0,7 pies)  |